# La novia vestía de negro
La novia vestía de negro es una película italofrancesa de 1968 de los géneros de terror y de suspense dirigida por François Truffaut y Jeanne Moreau, y con actuación de ella. Es un homenaje de Truffaut al cine de su admirado Alfred Hitchcock.

## Argumento
Julie Kohler enviuda nada más salir de la iglesia cuando su ya esposo es disparado por accidente. Al inicio de la película ella trata de suicidarse saltando desde la ventana, pero su madre interviene y la detiene a tiempo. Luego, Julie le informa a su madre que va a viajar para tratar de olvidar lo sucedido. Al salir de su casa, se encuentra con su sobrina, quien la acompaña a la estación del tren. Pero Julie se baja por detrás del tren, pues sus intenciones son vengarse de los asesinos de su difunto marido. 
Luego, vemos a Julie con un nuevo look, con el pelo teñido y con un traje de noche muy elegante blanco. Ella se dirige hacia la recepción de un hotel, y allí pregunta por un hombre llamado Bliss. El recepcionista le dice que no se encuentra y Julie sale del hotel. Al parecer, Bliss está en vísperas de su propia boda. Julie se presenta en la fiesta para celebrar el compromiso, a ella nadie la conoce. Bliss, atraído por su esbelta figura, se acerca a Julie para charlar, ella le pide al amigo de Bliss un vaso de agua, este hace lo que ella le encarga. Julie le dice a Bliss que vayan al balcón a conversar porque es más privado. Acto seguido, Julie deja volar su foulard hacia una parte muy peligrosa del tejado, Bliss se esfuerza en recogerlo, y mientras eso, Julie le revela su verdadera identidad y lo empuja hacia su muerte. Julie sale del edificio muy rápido y luego se ve que está en un avión.
Su próxima víctima es Coral, un solterón solitario, que tiene entradas para un concierto esa noche. Al enterarse de esto, Julie asiste al concierto donde se gana la confianza de Coral y hace que este la invite a cenar al otro día, ella se ofrece a llevar el licor para la noche. Al otro día, Coral recibe a Julie con mucha alegría, lo que no sabe es que ella ha puesto veneno a la bebida. Julie da de beber a Coral el licor y lo mata, pero antes también le revela su identidad.
A medida que va asesinando a sus víctimas, Julie las va tachando en una pequeña libreta negra. Su próxima víctima es René Morane, un político. Julie se hace amiga de su hijo y envía un telegrama falso donde dice que la madre de la esposa de Morane está muy enferma. Luego de la partida de la mujer de Morane, Julie se hace pasar como la maestra del niño y se ofrece a prepararles la cena. Luego, Julie juega al escondite con el niño y luego lo acuesta a dormir. Julie le indica a Morane que se le ha perdido un anillo carísimo en la casa, y ella y Morane se ponen a buscarlo. Julie encierra a Morane en el pequeño armario debajo de las escaleras, allí lo asfixia hasta la muerte.
Luego, huye. Su próxima víctima es Delvaux, propietario de una chatarrería. Julie pide ver personalmente al dueño, Delvaux y lo consigue, pero cuando está a punto de dispararle, él es detenido por la policía. Julie corre y pone un signo de interrogación al lado del nombre de Delvaux. Luego, va en la búsqueda de Fergus, un artista al que le lanza una flecha en la espalda. 
Julie va intencionalmente al funeral de Fergus, donde es capturada. Revela que asesinó a los cuatro hombres, pero no dice porqué.
Julie es llevada a una cárcel; ese día le toca servir la comida a los presos, uno de ellos es Delvaux, Julie oculta entre la comida un cuchillo, el carrito repartidor da la vuelta para ingresar a la celda de Delvaux y Julie entra ahí, luego se oye un grito y la película finaliza.